# Walter Wieland
Walter Wieland (* 21. Mai 1946 in Vöhringen) ist ein ehemaliger deutscher Amateur-Boxer.

## Amateurkarriere
Wieland begann seine Karriere als Boxer 1965 beim SSV Ulm 1846. Nach der Auflösung der Box-Abteilung des SSV im Jahr 1969 wechselte er zum Boxring Iller. Ein Jahr später ging er dann zum BC Oberkochen, wo er von 1970 bis 1979 in der Bundesliga und der Oberliga boxte. 1980 wechselte er zum TV Kempten, wo er seine Karriere 1984 beendete. Wieland war mehrfach schwäbischer und württembergischer Meister.

## Privates
Wieland ist verheiratet und hat eine Tochter.